# François Étienne Dulci
François Étienne Dulci, francisation de Francesco Stefano Dulci, est un ecclésiastique italien qui fut archevêque d'Avignon de 1609 à sa mort.

## Biographie
Natif d'Orvieto dans la province de Terni en Ombrie, il entre chez les dominicains et enseigne la philosophie et la théologie. Il devint ensuite prieur du couvent de son ordre à Santa Maria sopra Minerva à Rome. Le pape Paul IV le remarque et le nomme « examinateur des évêques nommés » puis vice-légat pontifical (1609-1610) après la mort de Joseph Ferrier et archevêque d'Avignon. Il consacre le nouveau carmel d'Avignon en 1613. Il reçoit somptueusement en 1622 le roi Louis XIII de France, lors de sa campagnes contre les réformés et installe les Visitandines dans sa cité épiscopale où il meurt en 1624.